# Dicliptera jujuyensis
Dicliptera jujuyensis är en akantusväxtart som beskrevs av Gustav Lindau och R. Fries. Dicliptera jujuyensis ingår i släktet Dicliptera och familjen akantusväxter. Inga underarter finns listade i Catalogue of Life.